# Hyracotherium
Hyracotherium je vymřelý třetihorní lichokopytník.

## Popis
Hyracotherium bylo malé, v kohoutku nanejvýš 40 cm vysoké zvíře (občas se porovnává se psem – foxteriérem) s vypouklou zádí, malou hlavou, krátkými čelistmi a očima téměř ve středu hlavy, což omezovalo vidění do strany, zato však zlepšovalo prostorové vidění. Tělo bylo štíhlé a lehké, končetiny poněkud krátké, hrudní byly opatřeny čtyřmi prsty, na pánevních končetinách pak byly zachovány tři prsty. Prsty byly chráněné nehtovitými kopýtky, hyracotherium však zřejmě našlapoval na měkké polštářky za kopýtky, podobně jako je tomu u dnešních damanů. Osa končetin procházela třetím prstem.
Zuby hyracotheria měly nízké korunky a podobaly se zubům prasat a primátů, přesto je na stoličkách patrné zřasení skloviny, které je typické pro dnešní koňovité..
Srst hyracotheria měla zřejmě podobný vzhled jako srst dnešních jelenovitých a pravděpodobně měla světlé skvrny nebo pruhy na tmavém podkladě – hyracotherium byl tvorem, který obýval prales, a takové ochranné zbarvení je běžné u recentních (žijících) býložravců, kteří žijí ve stejném prostředí.
Zkameněliny hyracotheria se nacházejí na severní polokouli, zvláště v eocenních vrstvách ve Wyomingu. Žil v eocénu, před 55–45 miliony let.

## Historie objevu
První fosílie byla objevena v Anglii roce 1841 paleontologem Richardem Owenem. Nejednalo se o kompletní kostru a kvůli stavbě chrupu se Owen nejprve domníval, že se jedná o pozůstatky primáta., později byl považován za damana – a zvíře dostalo jméno Hyracotherium, tedy zvíře podobné damanovi.
V roce 1876 byla v americkém státě Wyoming nalezena téměř celá kostra zvířete, které bylo pro svou podobnost s koňmi pojmenováno Eohippus, tedy kůň z úsvitu dějin. Až později se zjistilo, že se jedná o druh totožný s již popsaným hyracotheriem a podle pravidla priority je tudíž platným rodovým jménem právě Hyracotherium.

## Příbuzenské vztahy s recentními lichokopytníky
Hyracotherium byl po dlouhou dobu považovaný za první článek v evoluci koní. Pravda zřejmě nebude tak jednoduchá – dnes již není považován za příslušníka čeledi koňovitých, ale je řazen do Palaeotheriidae, bazální skupiny lichokopytníků, která je spřízněná s recentními koňovitými a vyhynulou čeledí Brontotheriidae. Je dokonce možné, že ve skutečnosti tvoří jen vedlejší větev a v evoluci recentních koňovitých proto nehraje takovou úlohu, jaká mu byla přisuzována.

## Hyracotherium a kreacionisté
Úloha hyracotheria jako zvířete ilustrujícího evoluci z něj udělala jádro některých sporů mezi kreacionisty a zastánci evoluční teorie. Někteří prohlašují hyracotheria za poddruh damana. a pokoušejí se tak zpochybnit jeho roli jako předka koně.